# Port lotniczy Eyl
Port lotniczy Eyl (kod IATA: HCM, kod ICAO: HCME) – lotnisko obsługujące miasto Eyl w Somalii (Puntland).